# Atzara
Atzara (sardinsky: Atzàra) je italská obec (comune) v provincii Nuoro v regionu Sardinie. Nachází se ve výšce 553 metrů nad mořem a má 999 obyvatel. Rozloha obce je 35,92 km².